# Howie Shannon
Howie Shannon, né le 10 juin 1923 à Manhattan, Kansas et mort le 16 août 1995 à Plano, Texas d'un cancer du poumon, est un ancien joueur américain professionnel de basket-ball. À sa sortie de l'Université d'État du Kansas, il fut sélectionné au premier rang de la draft BAA 1949 par les Steamrollers de Providence. Il y resta une saison, puis rejoint les rangs de la NBA en 1950 pour la première année d'existence de la ligue, en intégrant les Celtics de Boston où il n'évolua qu'une saison. Il jouait au poste d'ailier.